# Kepler-48
 (juin 2025).
Désignations
Kepler-48 est une étoile située dans la constellation du Cygne, à environ 306,74 parsecs de la Terre.

## Caractéristiques physiques
Sa température effective est d'environ 5194 K.
Sa masse est estimée à 0,88 fois celle du Soleil.
Son rayon est d'environ 0,89 fois celui du Soleil.
Sa luminosité est d'environ 0,45 fois celle du Soleil.

## Observation
Ses coordonnées célestes sont : ascension droite 19h 56m 33,43s, déclinaison +40° 56′ 56,18″.

## Système planétaire
| Planète     | Masse   | Demi-grand axe (ua) | Période orbitale (jours) | Excentricité | Inclinaison | Rayon   |
| ----------- | ------- | ------------------- | ------------------------ | ------------ | ----------- | ------- |
| Kepler-48 b | 0,01 MJ | 0,05                | 4,78                     | 0,000        | 89,91°      | 0,17 RJ |
| Kepler-48 c | 0,05 MJ | 0,09                | 9,67                     | 0,000        | 89,51°      | 0,24 RJ |
| Kepler-48 d | 0,03 MJ | 0,23                | 42,90                    | 0,000        | 89,99°      | 0,18 RJ |
| Kepler-48 e | 2,07 MJ | 1,90                | 982                      | 0,003        |             | 1,19 RJ |
| Kepler-48 f | 0,94 MJ | 5,72                | 5 219,68                 | 0,015        |             | 1,23 RJ |